# Návrat nezdárné dcery
Návrat nezdárné dcery (v anglickém originále The Rhodes Not Taken) je pátá epizoda amerického televizního seriálu Glee. Poprvé byla uvedena na televizním kanálu Fox 30. září 2009. Scénář k epizodě napsal Ian Brennan a režisérem byl John Scott. V této epizodě přivádí vedoucí klubu Will Schuester (Matthew Morrison) do sboru April Rhodes (Kristin Chenoweth), aby sboru opět zvýšil šance, kvůli Rachelinu (Lea Michele) odchodu, kvůli hlavní roli ve školním muzikálu. Finn (Cory Monteith) s Rachel flirtuje a snaží se jí přesvědčit k návratu, a přestože se Rachel velmi rozzlobí, když se dozví, že je Finnova přítelkyně těhotná, ale nakonec se do sboru navrací.
Speciální hostující hvězda Kristin Chenoweth si zahrála roli April a zpívala ve třech ze šesti písní, které v epizodě zazněly. Studiové nahrávky čtyř písní, které zazněly v epizodě, byly vydány jako singly a jsou dostupné ke stažení. Dvě z písní se také objevily na albu Glee: The Music, Volume 1.
Epizodu v den vysílání sledovalo 7,32 milionů amerických diváků. Epizoda získala vesměs pozitivní reakce od kritiků a pozornost přitáhl výkon Chenoweth a cover písně od Queen „Somebody to Love“, který byl velice chválen. Raymund Flandez z The Wall Street Journal, Mike Hale z New York Times a Denise Martin z Los Angeles Times zhodnotili „Somebody to Love“ jako nejlepší hudební číslo, které v celé historii seriálu zaznělo od písně Journey „Don't Stop Believing“ v první epizodě.

## Děj
Když hlavní zpěvačka sboru New Directions, Rachel Berry (Lea Michele) odešla, ve vedoucím sboru, Willovi Schuesterovi (Matthew Morrison) roste znepokojení, že nezvládnou přibližující se Koncert sboru pro zvané. Zjistí, že April Rhodes (Kristin Chenoweth), bývalá členka školního sboru v době jeho studií, vlastně neabsolvovala a přesvědčí ji, aby se vrátila zpět do školy, aby si mohla dodělat diplom a aby se přidala ke sboru. Poté, co se jí zhroutily její sny o Broadwayi, je nyní April alkoholička a začíná mít na studenty velice negativní vliv- přinutí Kurta (Chris Colfer) se opít a učí Mercedes (Amber Riley) a Tinu (Jenna Ushkowitz) krást v obchodě. Poté, co školní výchovná poradkyně Emma Pillsbury (Jayma Mays) varuje Willa, že April kazí studenty, Will nabádá April, aby přestala s alkoholem a April mu to slibuje.
Finn (Cory Monteith) se obává o svou budoucnost poté, co mu bylo řečeno, že jeho přítelkyně Quinn (Dianna Agron) čeká dítě, které je jeho. Emma mu naznačuje, že místo studia na vysoké škole se zaměřením na fotbal by Finn měl využít svůj hudební talent. Finn věří, že Rachel je jejich jediná šance, jak uspět na koncertu a zve ji na rande. Rachel zjišťuje, že je z účinkování ve školním muzikálu nešťastná a vrací se do sboru. Mezitím Kurt, Mercedes a Tina jsou informováni o Quinnině těhotenství od Pucka (Mark Salling), který předstírá, že dítě je Finnovo, přestože je ve skutečnosti otcem on. Když se Rachel dozví o těhotenství Quinn, rozzlobí se na Finna a konfrontuje ho otázkou, zda ho vůbec přitahuje. Finn trvá na tom, že jejich společný polibek byl upřímný, ale Rachel mu nevěří, opouští sbor a opět se vrací ke školnímu muzikálu, kde ji bylo svěřeno úplné umělecké vedení.
Na koncertě zpívá před zaplněným sálem opilá April spolu se sborem cover verzi písničky od Carrie Underwood „Last Name“ a zažije potlesk ve stoje, o kterém vždy snila. Ale protože zpívala opilá, Will o přestávce řekne April, že již nemůže se sborem dál vystupovat. To zanechá New Directions bez hlavní zpěvačky pro jejich následující číslo, ale Rachel nabídne, že by mohla vzít Aprilino místo- skončila s muzikálem a chce se opět připojit ke sboru. Nakonec spolu se sborem zpívá píseň „Somebody to Love“ od skupiny Queen.

## Seznam písní
- „Don't Stop Believin'“
- „Maybe This Time“
- „Cabaret“
- „Alone“
- „Last Name“
- „Somebody to Love“

## Hrají

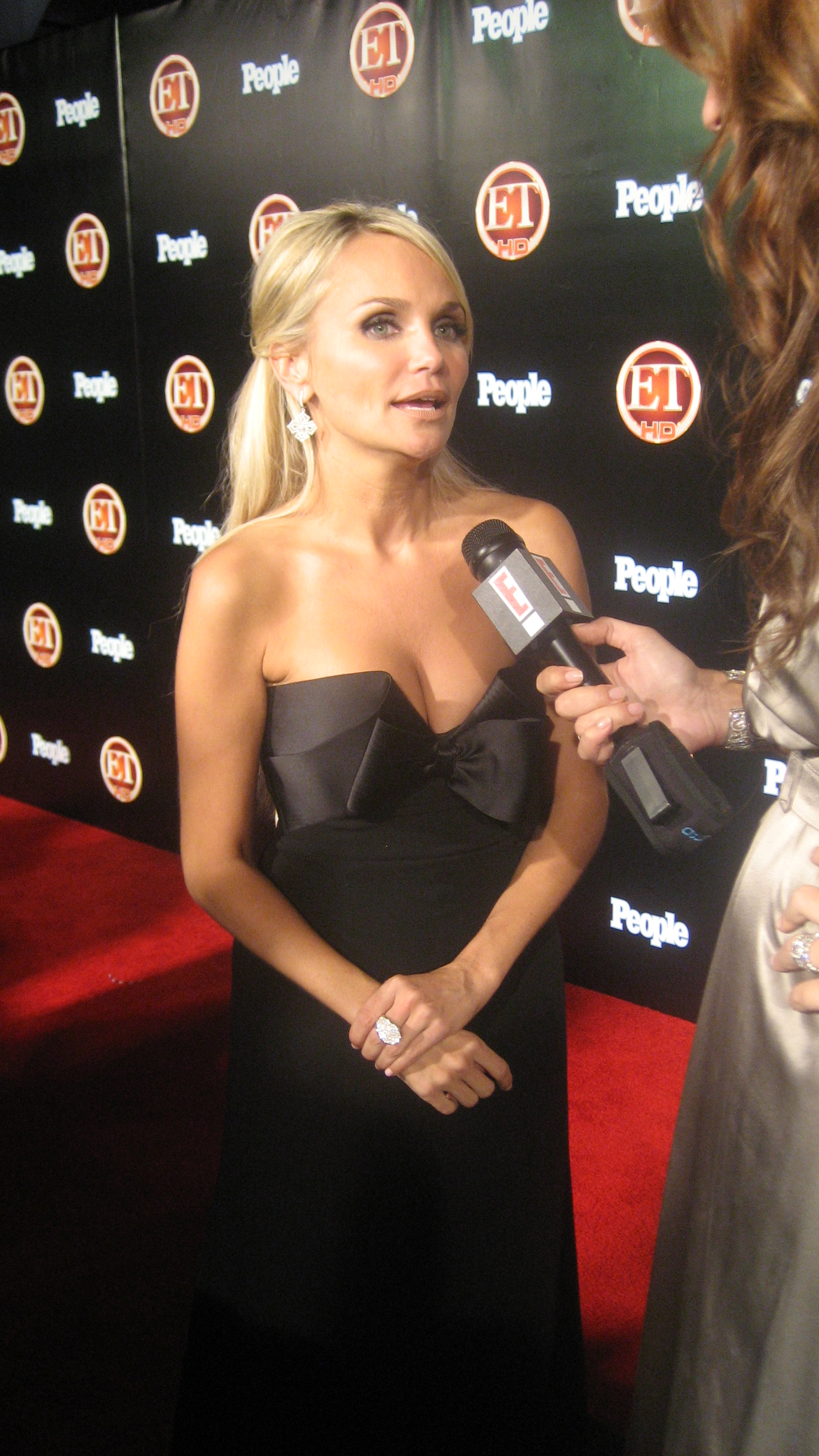
Kristin Chenoweth byla za svůj výkon v roli April Rhodes velice chválena kritiky

| Dianna Agron     | Quinn Fabray          |
| Chris Colfer     | Kurt Hummel           |
| Jessalyn Gilsig  | Terri Schuester       |
| Jane Lynch       | Sue Sylvester         |
| Jayma Mays       | Emma Pillsburry       |
| Kevin McHale     | Artie Abrams          |
| Lea Michele      | Rachel Berry          |
| Cory Monteith    | Finn Hudson           |
| Matthew Morrison | William Schuester     |
| Amber Riley      | Mercedes Jones        |
| Naya Rivera      | Santana Lopez         |
| Mark Salling     | Noah „Puck“ Puckerman |
| Jenna Ushkowitz  | Tina Cohen-Chang      |

## Natáčení
Chenoweth v epizodě hostovala jako bývalá členka sboru April Rhodes. April je „alkoholička se špatným vlivem na členy sboru“, jak ji popsala Chenoweth. Vysvětlila, že se April nestala velkou hvězdou, jak všichni očekávali a proto ji přivádí Will zpět, aby se znovu stala členkou školního sboru.
Chenoweth se předtím seznámila s autorem Glee Ryanem Murphym, když se objevila ve filmu Running with Scissors z roku 2006. Murphy se nechal slyšet, že „miloval psaní pro Chenoweth a užíval si vybírání písní pro ni, které nikdy předtím nezpívala. Zpívala tři odlišné styly písní, a jak to vyžadovala role, byla zábavná a náročná“. Chenoweth uvedla, že by se v budoucnosti velmi ráda vrátila do Glee. V říjnu 2009 bylo potvrzeno, že si Chenoweth svou roli zopakuje, což se stalo v epizodě „Domov“.
Požádán, aby vysvětlil Finnovo zapálení pro flirtování s Rachel, aby se vrátila do sboru, představitel Finna, Cory Monteith řekl: „Finn není jen zvláště přitahován k Rachel, respektuje také to, za čím se honí celý svůj život. On chodí po tenké hranici a snaží se být někým pro všechny a ona je příklad někoho, kdo si tvrdě jde za svým snem, což je přitažlivé.“
V epizodě zazní cover verze písní „Don't Stop Believin'“ od Journey, „Maybe This Time“ a „Cabaret“ z muzikálu Kabaret, „Alone“ od Heart, „Last Name“ od Carrie Underwood a „Somebody to Love“ od Queen. Studiové nahrávky písní „Maybe This Time“, „Alone“, „Last Name“ a „Somebody to Love“ byly vydány jako singly a jsou volně dostupné ke stažení. „Maybe This Time“ skončila v hitparádách na 100. místě v Austrálii a na 88. místě ve Spojených státech; „Alone“ skončilo na 94. místě v Austrálii, 58. místě v Kanadě a 51. místě ve Spojených státech a „Somebody to Love“ se umístilo na 65. místě v Austrálii, na 33. místě v Kanadě a na 28. místě ve Spojených státech. „Maybe This Time“, „Alone“ a „Somebody to Love“ se také objevily na albu Glee: The Music, Volume 1.

## Ohlasy
Epizodu v den vysílání sledovalo 7,32 milionů amerických diváků. Stala se zatím nejsledovanější epizodou série od podzimního návratu seriálu epizodou Skandál. V Kanadě se stala 26. nejsledovanějším pořadem týdne, když ji sledovalo 1,45 milionu diváků. Ve Spojeném království epizodu sledovalo 1,89 milionů diváků a stala se nejsledovanějším pořadem týdne na kabelové televizi a také v tu dobu nejvíce sledovanou epizodou seriálu.
Epizoda získala většinou pozitivní ohlasy od kritiků. Robert Bianco z USA Today napsal o hostování Chenoweth: „Její přítomnost sice nedává nějaký hlubší smysl, ale to je pravděpodobně v pořádku. Jestliže to znamená slyšet Chenoweth zpívat, můžeme se vyrovnat s jakýmkoli vysvětlením, které nám seriál nabídne“. Raymund Flandez z The Wall Street Journal byl stejně pozitivní ohledně její role a chválil její „mocný hlas“, „hravý výraz obličeje“ a „velící přítomnost“. Flandez označil vystoupení „Somebody to Love“ jako nejlepší hudební číslo seriálu od „Don't Stop Believin'“ z první epizody.
Mike Hale z New York Times podobně uvádí, že tato epizoda byla „nejlepší hudební epizoda od pilotu“, a nazval vystoupení na „Somebody to Love“ jako „opravdu strhující“. Jarett Wieselman z New York Post nazval epizodu jako „zatím nejchytřejší, nejzábavnější, srdce beroucí a nejlepší po hudební stránce epizoda seriálu“.